# Haute-Rivoire
Haute-Rivoire là một xã thuộc tỉnh Rhône trong vùng Auvergne-Rhône-Alpes phía đông nước Pháp. Xã này nằm ở khu vực có độ cao trung bình 630 mét trên mực nước biển.